# Eugenia Smith
Eugenia Smith (25 de janeiro de 1899 - 31 de janeiro de 1997), também conhecida como Eugenia Drabek Smetisko foi uma impostora que afirmou ser o grã-duquesa Anastásia Nikolaevna da Rússia, filha do czar Nicolau II da Rússia, o último governante autocrático do Império Russo, e sua esposa czarina Alexandra Feodorovna.
Smith é o autor da autobiografia de SAI Anastásia Nicholaevna da Rússia (1963), em que ela relata "a sua" vida na Família Imperial Russa até o momento em que os bolcheviques assassinaram-los em Ecaterimburgo, e "ela escapou" o massacre. Apesar de, após a Segunda Guerra Mundial, havia pelo menos dez pretendentes a identidade da grã-duquesa Anastásia, apenas Anna Anderson e Eugenia Smith conseguiu mais do que um pequeno círculo de crentes. A verdadeira Anastásia foi morta junto com seus pais e irmãos em 17 de Julho de 1918, mas isso não era conhecido com certeza absoluta até que o corpo ausente de uma das irmãs foi encontrado e identificado em 2008. 